# Toàn ánh
Hàm số {\displaystyle f} từ tập hợp {\displaystyle X} đến tập hợp {\displaystyle Y} được gọi là toàn ánh nếu như với mọi phần tử {\displaystyle y} thuộc {\displaystyle Y} ta luôn tìm được ít nhất một phần tử {\displaystyle x} thuộc {\displaystyle X} sao cho {\displaystyle f(x)=y}. Theo ngôn ngữ ánh xạ thì điều kiện này nghĩa là mỗi phần tử {\displaystyle y} thuộc {\displaystyle Y} đều là ảnh của ít nhất một phần tử {\displaystyle x} thuộc {\displaystyle X} qua ánh xạ {\displaystyle f}.
Dưới dạng công thức toán học, hàm số {\displaystyle f} là toàn ánh khi và chỉ khi
{\displaystyle \forall y\in Y,\exists x\in X:f(x)=y}
hay nói cách khác {\displaystyle {\mathit {f(X)=Y}}\,\!}.
Một cách trực quan, điều kiện trên tương đương với việc đồ thị hàm {\displaystyle f(x)=y} cắt đường thẳng {\displaystyle y=y_{0}} tại mọi {\displaystyle y_{0}\in Y}.